# Емілі (Цілком таємно)
Емілі (Emily) — 7-й епізод п'ятого сезону серіалу «Цілком таємно». Епізод відноситься до «міфології серіалу» та надає можливість глибше її дослідити. Прем'єра в мережі «Фокс» відбулася 14 грудня 1997 року.
Серія за шкалою Нільсена отримала рейтинг домогосподарств рівний 12,4, який означає, що в день виходу серію подивилися 20,94 мільйона чоловік.
Завершення історії розпочатої в «Різдвяному гімні».

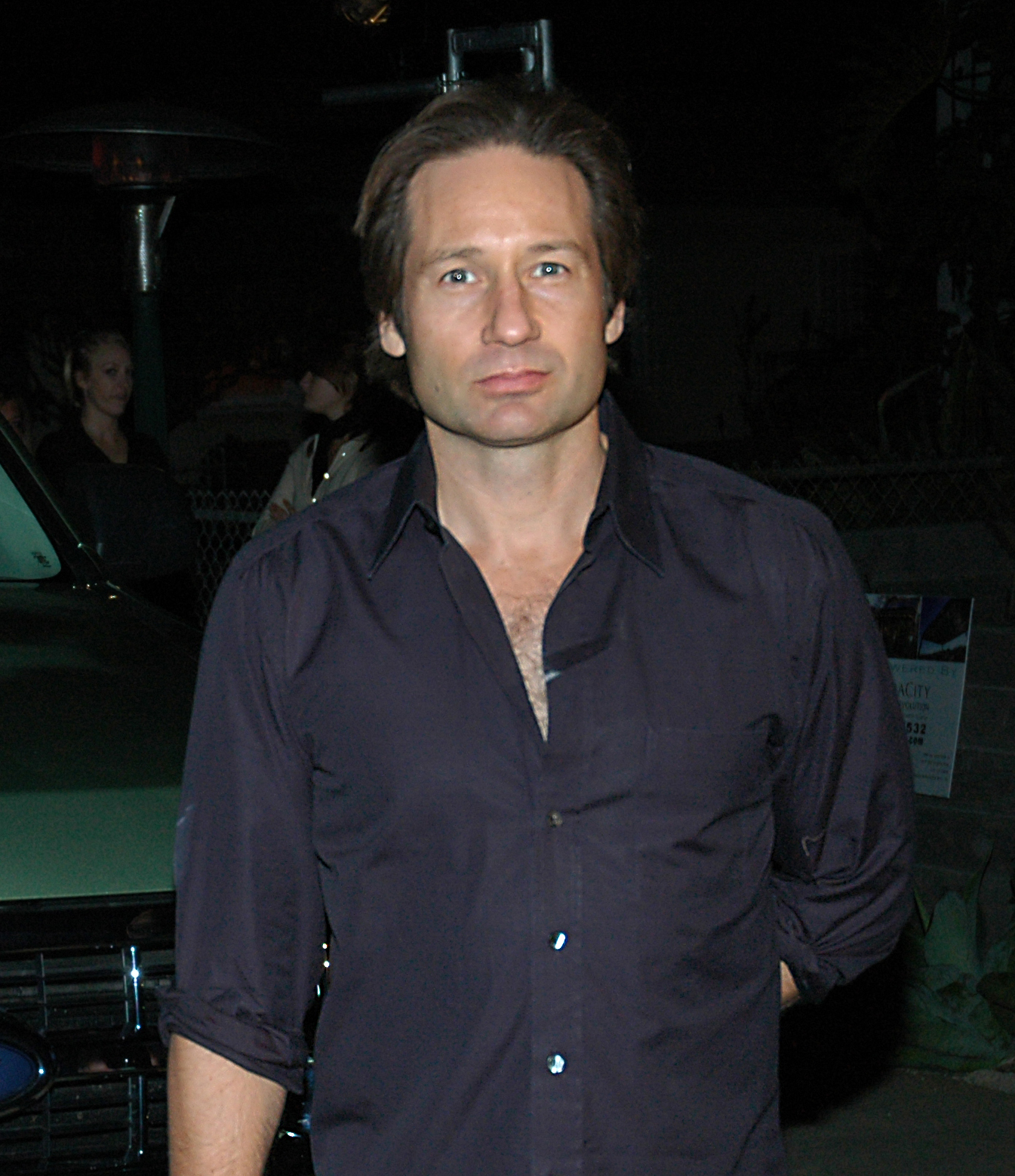

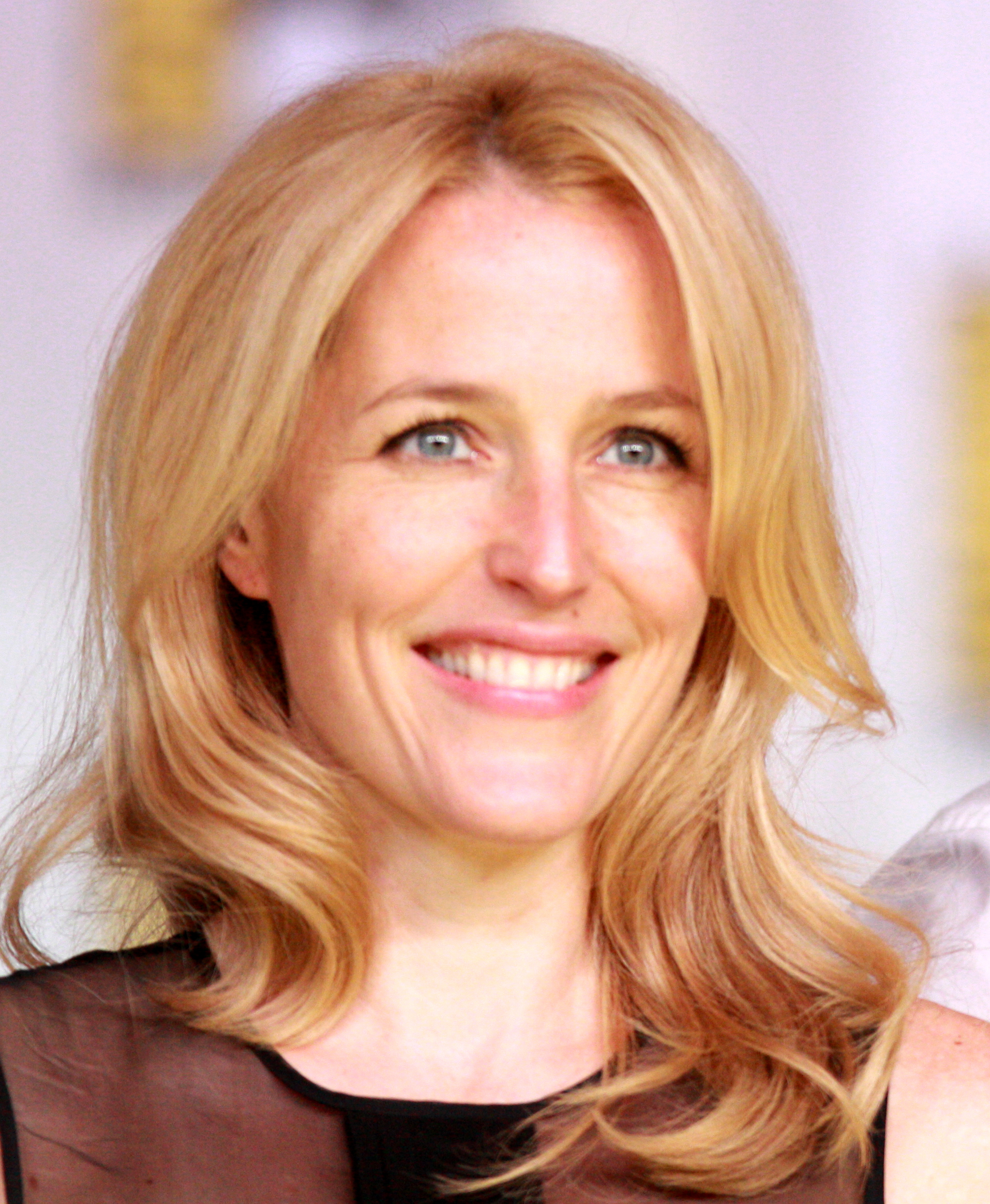

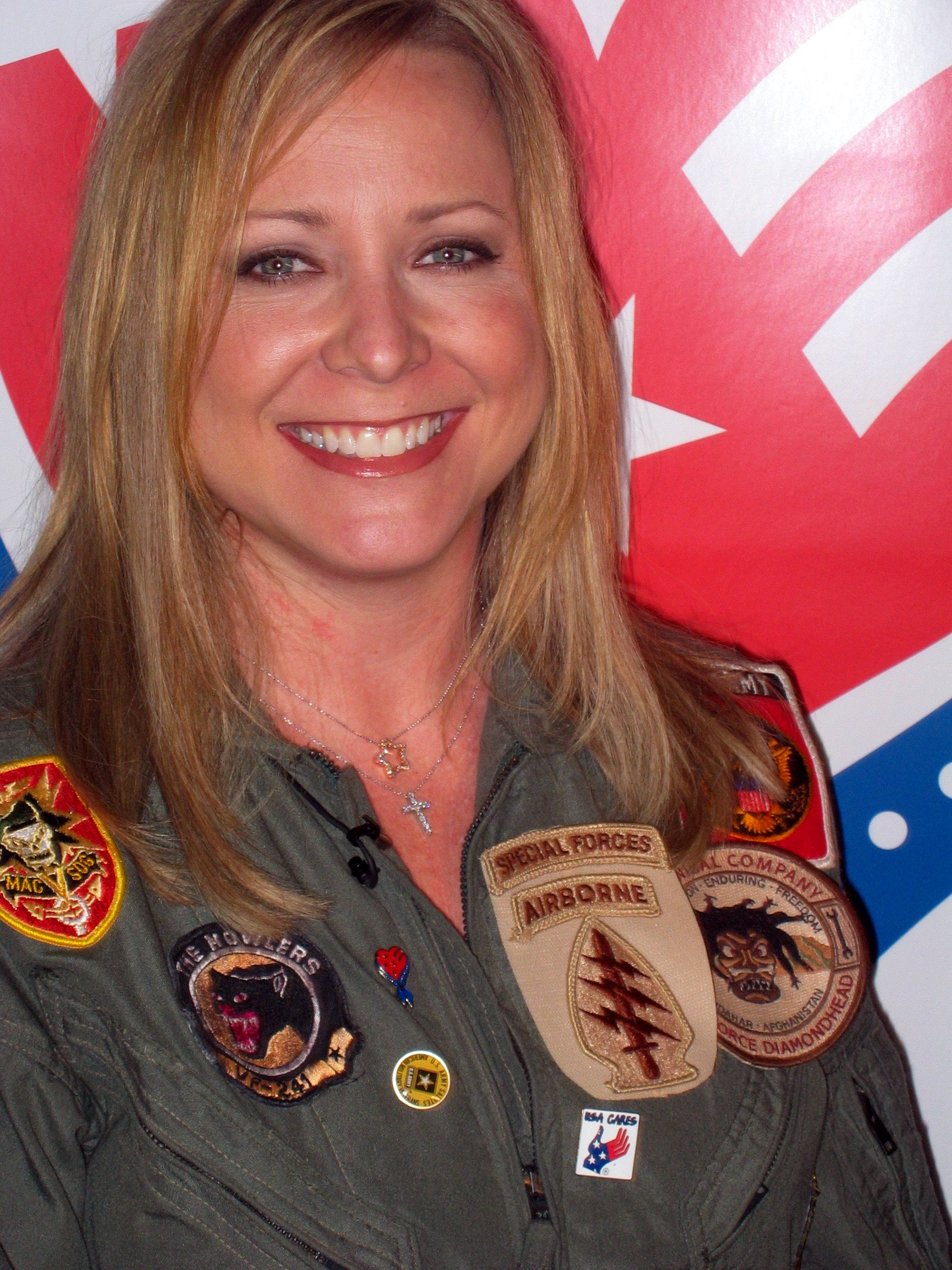

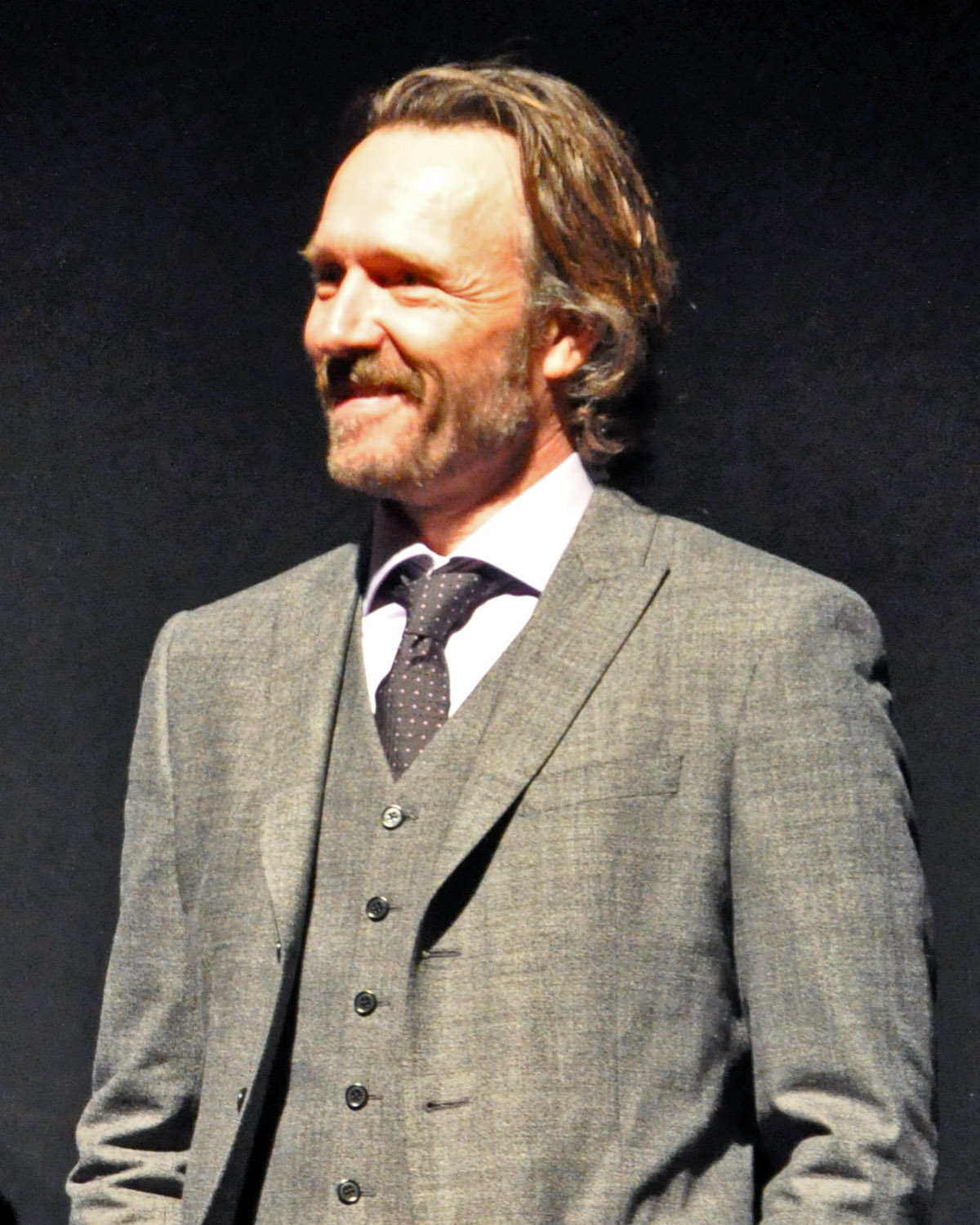

## Зміст
Істина поза межами досяжного
Скаллі довідалася, що вона біологічна мати трирічної Емілі Сім. Їй сниться кошмар, в якому вона бачить свій золотий хрестик — він лежить на піску, а навколо неї вирує піщана буря. Вона також перетворюється в пісок і розпадається на ніщо.
Малдер приїжджає до окружного дитячого центру Сан-Дієго, де Скаллі доглядає за Емілі. Дейна повідомляє Фоксу, що він потрібен їй, як свідок у її захисті на слуханнях по вдочерінню. Малдер повідомляє їй, що Фрогікі вломився до каліфорнійської бази даних по вдочерінню. Виявляється, що запис про матір Емілі один — Ганна Фугацці (сленговий вираз що позначає «фальшивку»). Він попереджає Скаллі, що люди, які стоять за цією змовою, будуть робити все, щоб відгородити Емілі від опікування Скаллі.
Під час слухання про опіку Малдер представляє документи, що підтверджують зникнення Скаллі три роки тому (її не було місяць). Він стверджує, що Емілія Сім була зачата внаслідок наукового експерименту, але наполягає, що Скаллі — справжня мати Емілі.
Скаллі перебуваючи в товаристві Малдера отримує ще один таємничий телефонний дзвінок. Його слід призводить до окружного дитячого притулку. Коли агенти прибувають на місце, вони виявляють що у Емілі температура і товсте волокнисте утворення, з'єднане з шиєю Емілі. Коли докторка бере зразок потовщення для біопсії, раптово виділяється зелена булькаюча рідина. Докторка зазнає отруєння випарами і падає непритомною на підлогу. Пізніше доктор Кальдерон відмовляється передати історію хвороби Емілі в Дитячий центр мотивуючи це корпоративними інтересами.
Розгніваний Малдер нападає на Кальдерона і погрожуючи пістолетом попереджає — якщо він не віддасть записи, то отримає ще більше. Скаллі спостерігає за Емілі перед маніпуляціями. Емілі поміщають в обстежувальний апарат. Кальдерон наближається до двох одягнених в темне людей у центрі реабілітації і люди розуміють, що Малдер стежив за Кальдероном до самої будівлі. Вони вбивають Кальдерона уколом в шию, а потім приймають його форму. На томограмі у Емілі видно в мозку говоутворення. Один з «Докторів Кальдеронів» приходить в дитячий центр і вводить Емілі зелену рідину. Здивована Скаллі переслідує «Кальдерона» по лікарні. Але в той момент, коли вона була готова затримати його, прибулець перетворюється в незнайому людину і Скаллі не упізнає його. Малдер і Скаллі говорять по телефону — Фокс відстежував іншого «Кальдерона». Малдер підозрює, що рідина, введена Емілі, не заподіє її шкоди, так як змовники хочуть зберегти дівчинку живою з невідомих причин. Малдер продовжує оглядати центр реабілітації. Там він виявляє свідоцтва того, що літнім жінкам, включаючи Анну Фугацці, були зроблені ін'єкції гормонів. У Емілі в руках починається відмирання тканин.
Фрогікі розкриває те, що всі ці літні жінки народили кілька років до того. Емілі проходить терапію і медичні дослідження всіх видів, але її стан тільки погіршується. В одному з досліджень її поміщають до герметизовуваної камери. Раптово, під її шкірою рухається щось змієподібне. Скаллі домагається припинення досліджень але апаратура дивно прогальмовує. Малдер в медичному холодильнику виявляє циліндри з живими людськими ембріонами, плаваючими в зеленій рідині. Він забирає три ампули зеленуватої рідини і прямує до виходу. Раптово детектив Крескі виступає вперед, і направляє пістолет до голови Малдера. Крескі забирає ампули з рук Малдера. Раптово один з «Кальдеронів» з'являється в кінці коридору. Малдер вихоплює одну з ампул і тікає, попереджаючи Крескі не стріляти в «Кальдерона». Крескі проте стріляє і зазнає отруєння випарами. Прибулець перетворюється в Крескі і тікає.
Емілі впадає в кому і вмирає. Дейна лежить із Емілі аж до її останнього полиху. На похоронах Скаллі повідомляє Малдеру, що є ще одне свідчення — Емілі була результатом експериментів. Коли Дейна піднімає кришку труни, то знаходить там кілька маленьких мішечків з піском усередині (з одного пісок просипався на дно труни). Скаллі знаходить в піску свій золотий хрестик — той, який вона віддала Емілі.
Вона жила не просто так. У тебе була можливість любити її

## Створення
Спочатку дівчинка, яку відібрали для ролі Емілі, боялася зніматися в лікарні (в часі зцомок у неї розвинулася жорстка нозокомефобія), тому була призначено відбір іншої малої акторки. Продюсери серіалу були змушені переробити роль та перезавантажити усі кадри із відзняною Емілі у «Різдвяній колядці». Зрештою кастингова група замінила акторку на Лорен Дівульд, яка раніше з'являлася в епізоді «Міленіуму". Режисер Кім Маннерс згадував: "Я зателефонував Бобу Гудвіну і сказав:" У нас тут мертвий штиль, товаришу. Ця маленька актриса взагалі не співпрацює". Ми переробили цю роль і знову почали працювати наступного дня."  Зрештою кастинговий колектив замінив її Лорен Діевольд, яка раніше виступала в епізоді "Міленіум". Однак через напружений графік Джилліан Андерсон не змогла брати участі у повторній зйомці, тому виробнича команда була змушена використати дублерку. У режисера кастингу Коррін Мейс виникли труднощі із зображенням Скаллі зразка 1976 року, перш ніж виконавчий продюсер Роберт Гудвін запропонував відзняти її чотирнадцятирічну сестру Зої.
Будівля, що використовується для зображення дому престарілих в цьому епізоді, був зайнята поселенцями за кілька днів до зйомки в знак протесту, так як будівлю було намічено бути перетворені в кондомініумі багатоповерховому. Поки ці сквотери врешті-решт пішли, протестуючі незабаром прибули і почали пікетувати. Продюсери "Цілком таємно" не хотіли повідомляти активістам, що вони знімають, тому вони тримали "низький профіль", видаляючи з одягу будь-яку інформацію, яка вказувала б на те, що вони працювали над "Цілком таємно". Незважаючи на те, що колектив сподівався, що активісти розійдуться самостійно, мало хто все ще протестував, коли почалася постановка цього епізоду, в результаті чого поліція втягнулася.

## Сприйняття
Прем'єра "Емілі" відбулася в мережі "Фокс" 14 грудня 1997 року. Епізод отримав рейтинг Нільсена 12,4, з часткою 19. Його переглянули 20,94 мільйона глядачів.
Епізод отримав неоднозначні відгуки від телевізійних критиків. Багато хто з них був більш критичним до епізоду, ніж "Різдвяна колядка". Емілі Вандерверф з AV-клубу дала епізоду B і написала, що вона "не повністю підкуповує" Емілі "[…], хоча мені подобаються великі часові відтинки» епізоду. Вандерверф позитивно оцінила «більшість сцен Скаллі», зазначивши, що Андерсон «знайшла частину сирого почуття надії та втрати», необхідного для пострілів. Однак вона критично ставилася до сюжету епізоду, стверджуючи, що він лише «проходить через рухи» і «стосується того, що всі дійсно попрацюють над дівчиною, яку ми щойно зустрічали». Вона зробила висновок, що "двосерійна історія у найслабшій мірі, коли перетворюється на ще один епізод «Цілком таємно».
Інші відгуки були більш негативними. Роберт Шірман та Ларс Пірсон у своїй книзі «Хочемо вірити: Критичний посібник із Цілком таємно, Мілленіуму та Самотніх стрільців» оцінили епізод трьома зірками із п'яти. Вони написали, що «Малдер наздоганяє магазин і одразу все це стає трохи більш формульним». Критики позитивно оцінили тизер епізоду, посилаючись на це як на «безсмертну прозу», але більш критично ставилися до сюжету, аргументуючи тим, що епізод «відчуває себе занадто рано, щоб побачити більше послідовностей людей, що стоїть навколо емоцій, коли вони спостерігають за вмираючим» в лікарні «, посилання на попередню дугу шоу, що стосується раку Скаллі. Вони, однак, зробили комплімент виступу і Діґольд, і Андерсон, та назвали фінальну сцену „чудовою“. Пола Вітаріс з Cinefantastique, в свою чергу, дала епізоду негативний відгук і відзначила його одною зіркою з чотирьох. Вона розкритикувала характеристику епізоду, зазначаючи, що послідовність відкриття була „смішною“, а її викриття — „не в силі“. Вітаріс аргументувала це тим, що Скаллі проводила час з матір'ю, з приємністю згадала про свою сестру і відновила свою віру в Бога в „Поверненні-II“, „цей розвиток просто не відстежується“. Вітаріс також критикував витівки Малдера, називаючи його головоломкою „за побиття“ беззбройного чоловіка та його ударами, коли він вниз».

## Знімалися
| Актор                | Роль                 |
| -------------------- | -------------------- |
| Девід Духовни        | Фокс Малдер          |
| Джилліан Андерсон    | Дейна Скаллі         |
| Пат Скіпер           | Білл Скаллі-молодший |
| Шейла Ларкен         | Маргарет Скаллі      |
| Керрі Тернер         | Тара Скаллі          |
| Джон Пайпер-Фергюсон | детектив Креге       |
| Патрісія Далквіст    | Сьюзан Шамбліс       |
| Том Брейдвуд         | Мелвін Фрогікі       |
| Донні Лукас          | гіперболічний технік |
| Герард Планкетт      | Кальдерон            |
| Ерік Брекер          | Чоловік в масці      |